# Duncan Trussell
Charles Duncan Trussell (Asheville, 10 aprile 1974) è un attore e comico statunitense.
È noto soprattutto per il suo podcast The Duncan Trussell Family Hour. Appare nella serie animata The Midnight Gospel di Netflix e ha recitato al fianco di Joe Rogan nella serie televisiva Joe Rogan Questions Everything di Syfy.

## Filmografia

### Attore

#### Cinema
- Teenius, regia di Mya Stark (2007)

#### Televisione
- MADtv - serie TV, 1 episodio (2004)
- Galaxy Cabin - serie TV (2007)
- Stupidface - serie TV, 10 episodi (2007-2009)
- Curb Your Enthusiasm - serie TV, 1 episodio (2009)
- Funny or Die Presents - serie TV, 2 episodi (2010-2011)
- Nick Swardson's Pretend Time - serie TV, 4 episodi (2010-2011)
- Thunderbrain, regia di Tom Gianas (2011)
- Joe Rogan Questions Everything - serie TV, 6 episodi (2013)
- Pound House - serie TV, 2 episodi (2014)
- Story Pig - serie TV, 2 episodi (2014)
- Drunk History - serie TV, 6 episodi (2014-2019)
- Ugly Mutt, regia di Mike Owens (2015)

#### Cortometraggi
- Accidentally on Purpose, regia di Jyson McLean e Claude Shires (2005)
- The Master Cleanse, regia di Todd Strauss-Schulson (2011)

### Doppiatore
- Aqua Teen Hunger Force - serie animata, 1 episodio (2011)
- Adventure Time - serie animata, 3 episodi (2013-2014)
- TripTank - serie animata, 1 episodio (2014)
- Animals - serie animata, 1 episodio (2016)
- Trover Saves the Universe - videogioco (2019)
- The Midnight Gospel - serie animata, 8 episodi (2020)
- Adventure Time: Terre Lontane - serie animata, 1 episodio (2021)

## Doppiatori italiani
Da doppiatore è sostituito da:
- Stefano Brusa in Aqua Teen Hunger Force
- Alessio Puccio in The Midnight Gospel